# Вірменський фонтан
Вірме́нський фонта́н — середньовічний фонтан у місті Феодосія, був відкритий біля підніжжя гори Мітрідат, неподалік від вірменської церкви архангелів Михаїла і Гавриїла, що з'явилася раніше.

## Історія
Фонтан був побудований у 1491 або 1584 році (1586) році вірменськими жителями Феодосії. Розташований біля підніжжя гори Мітрідат, поруч з вірменською церквою архангелів Михаїла і Гавриїла. Фонтан, споруджений з бутового каменю, спеціально скріпленого вапняним розчином, виконаний у формі призми. Східна його частина прикрашена стрілчастою нішею і трьома різьбленими розетками над нею. Над водометом розташовується мармурова плита з написом вірменською мовою і з датою будівництва фонтану. Зведений у характерній для вірменських джерел архітектурній формі, поширеній у Вірменії з XI до середини XIX століття.
Постановою Ради Міністрів УРСР від 6 вересня 1979 року № 442, обл. № 1209 та рішенням Кримського облвиконкому від 22 травня 1979 року за № 284, Вірменський фонтан включено в число пам'яток архітектури